# Theridion rurrenabaque
Theridion rurrenabaque là một loài nhện trong họ Theridiidae.
Loài này thuộc chi Theridion. Theridion rurrenabaque được Herbert Walter Levi miêu tả năm 1963.